# يوهان غوتفريد بيشوف
يوهان غوتفريد بيشوف (بالألمانية: Johann Gottfried Bischoff)‏ هو قسيس ألماني، ولد في 2 يناير 1871 في Unter-Mossau ‏ في ألمانيا، وتوفي في 6 يوليو 1960 في كارلسروه في ألمانيا.